# 패착
패착(blunder)은 '패배의 결정적인 요인이 된 한 수'를 뜻한다.